# Prasat Phu Fai

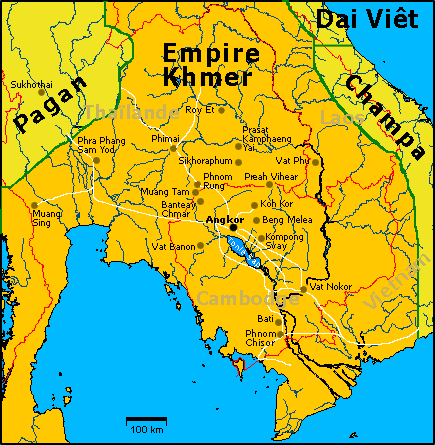
Principaux sites khmers

Le Prasat Phu Fai était un sanctuaire khmer situé en Thaïlande, dans la province de Si Saket. On ne sait rien de cet édifice, situé au sommet d'une colline, et dont il ne reste que des amas de ruines, et un bassin. Peut être était ce une des nombreuses chapelles construites par Jayavarman VII sur les routes desservant l'empire khmer à partir de la capitale.

## Photos

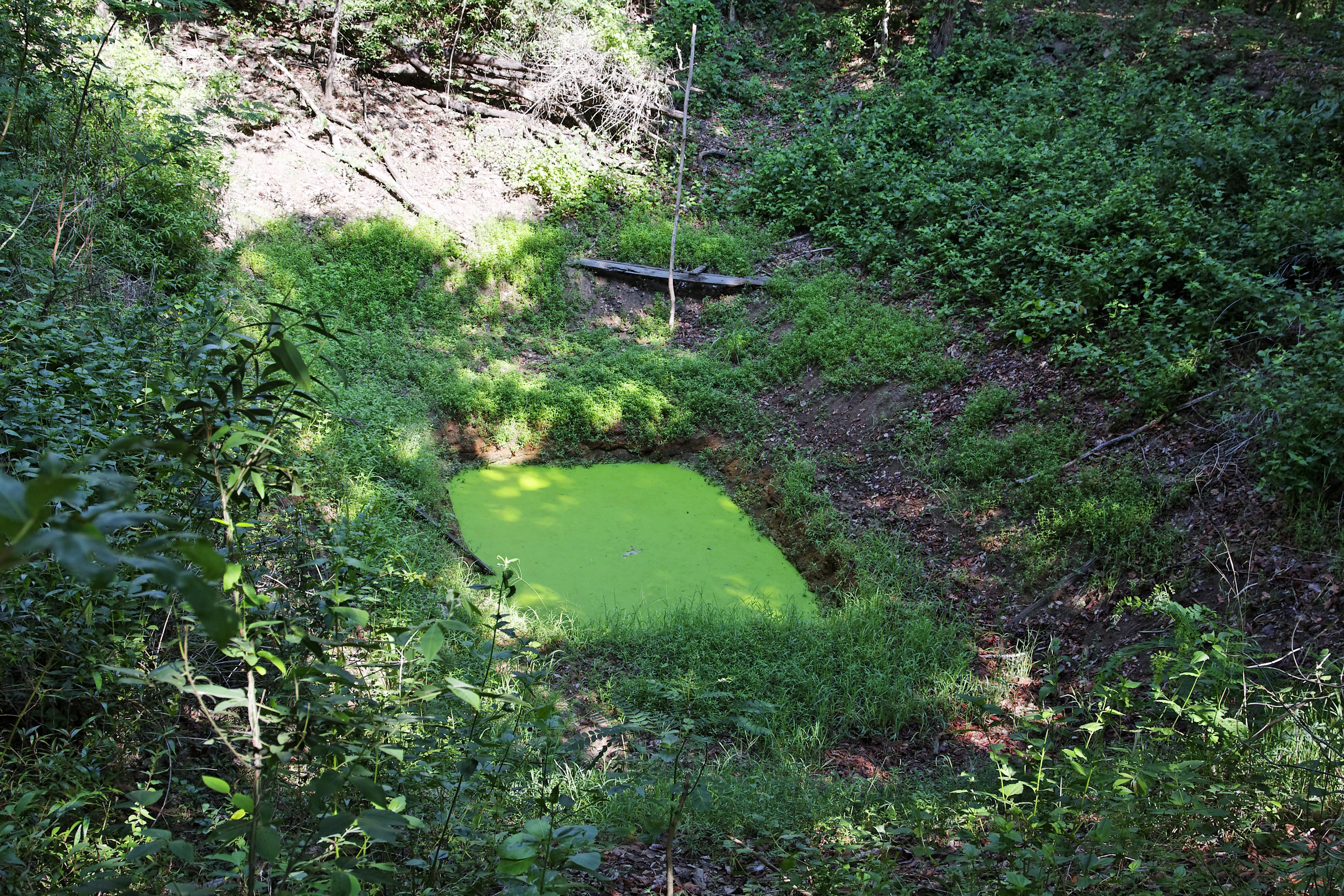
Le bassin à proximité des ruines du prasat